# 藤田弘道
藤田 弘道（ふじた ひろみち、1928年3月21日- 2018年3月13日 ）は、日本の経営者。凸版印刷社長、会長を務めた。

## 来歴・人物
静岡県出身。1953年に東京大学経済学部を卒業し、同年に凸版印刷に入社した。1980年に取締役に就任し、1985年8月に常務、1987年8月に専務を経て、1989年4月に副社長に就任し、1991年6月には社長に昇格した。2000年6月に会長に就任。
1999年4月に勲二等瑞宝章を受章した。
2018年3月13日、腎不全のために死去。89歳没。